# BSV Eintracht Sondershausen
BSV Eintracht Sondershausen is een Duitse voetbalclub uit Sondershausen, Thüringen.

## Geschiedenis
In 1911 werd Sportklub Schwarzburg 1911 opgericht dat voor de Tweede Wereldoorlog enkel op regionaal niveau in de tweede of derde klasse speelde. Na de oorlog werden alle Duitse sportclubs ontbonden. De club werd heropgericht als SG Sondershausen. Nadien nam de club de naam ZSG Industrie Sondershausen aan en na de invoering van het BSG-systeem ontstonden BSG Motor en BSG Aktivist. Beide clubs startten in 1952 in de nieuwe Bezirksliga Erfurt. In 1953 degradeerde Motor en in 1955 ook Aktivist. Op 1 september 1957 werd besloten om de krachten te bundelen en beide clubs fuseerden tot BSG Eintracht Sondershausen. De naam Eintracht paste niet in het Oost-Duitse systeem en na tweeënhalve maand werd de naam BSG Einheit Mitte. Nog later werd de naam BSG Glückauf Sondershausen aangenomen. In 1960 promoveerde de club naar de Bezirksliga, dat toen de vierde klasse was, en degradeerde na twee seizoenen. In 1971 keerde Glückauf terug naar de Bezirksliga, inmiddels weer de derde klasse, en bleef een vaste waarde tot 1980 toen ze doorstootten naar de DDR-Liga. In de volgende jaren kwamen vele oude spelers van Oberligaclub FC Rot-Weiß Erfurt naar de club en Sondershausen speelde zeven jaar lang in de DDR-Liga en werd in 1983/84 derde. In 1987 degradeerde de club.
Na de Duitse hereniging werd in 1990 de naam SV Glückauf aangenomen. Op 30 april 1991 werd de voetbalafdeling onafhankelijk onder de huidige naam. De club speelde tien jaar in de Landesliga Thüringen en promoveerde in 2000 naar de Oberliga NOFV-Süd, toen nog de vierde klasse. Na vijf jaar degradeerde de club terug naar de Landesliga, die sinds 2008 de zesde klasse is. In 2018 promoveerde de club weer naar de Thüringenliga. 